# At-Tahira ar-Rifa’i Hasan
At-Tahira ar-Rifa’i Hasan (arab. الطاهره الرفاعي حسن ;ur. 29 stycznia 1981) – egipska zapaśniczka walcząca w stylu wolnym. Brązowa medalistka mistrzostw Afryki w 1998 roku.